# Neoerythromma
Neoerythromma – rodzaj ważek z rodziny łątkowatych (Coenagrionidae).
Do rodzaju należą następujące gatunki:
- Neoerythromma cultellatum (Hagen in Selys, 1876)
- Neoerythromma gladiolatum Williamson & Williamson, 1930